# Pleuriditrichum
Pleuriditrichum là một chi rêu trong họ Ditrichaceae.